# Ніспі
Ніспі (перс. نيسپي) — село в Ірані, у дегестані Тутакі, у Центральному бахші, шагрестані Сіяхкаль остану Ґілян. За даними перепису 2006 року, його населення становило 21 особу, що проживали у складі 5 сімей.